# Alice Saunier-Seïté
Alice Louise Emilienne Saunier-Seïté wcześniej Alice Louise Emilienne Saunier (ur. 26 kwietnia 1925 w Saint-Jean-le-Centenier, zm. 5 sierpnia 2003 w Paryżu) – francuska uczona, polityczka Partii Republikańskiej, minister ds. uniwersytetów.

## Działalność naukowa
Ukończyła Institut national des langues et civilisations orientales (INALCO) i następnie poświęciła się pracy naukowej i od 1965 do 1968 była profesorem na Uniwersytecie w Rennes. Następnie jako pierwsza kobieta została w 1968 dziekanem Uniwersytetu w Breście. Od 1969 w Paryżu była profesorem do 1970 na Université de Paris V oraz do 1973 na Université de Paris XI, gdzie od 1970 do 1971 była prorektorem. Od 1970 do 1973 była dyrektorką w Instytucie Uniwersytetu Technicznego (IUT) w Sceaux. Od 1973 do 1976 jako pierwsza kobieta była rektorem Akademii w Reims. W latach 1981 do 1994 była profesorem w Conservatoire national des arts et métiers. W 1995 została członkiem Académie des sciences morales et politiques, gdzie zajęła miejsce zmarłego Bernarda Chenota.

## Działalność polityczna
W okresie od 12 stycznia 1976 do 10 stycznia 1978 była sekretarzem stanu ds. uniwersytetów w pierwszym rządzie Chiraca oraz w pierwszym i drugim rządzie Barre’a, a następnie do 13 maja 1981 ministrem ds. uniwersytetów w drugim i trzecim rządzie Barre’a. W tym ostatnim rządzie była również od 4 marca 1981 ministrem delegowanym ds. rodziny i sytuacji kobiet. W latach 1977–1983 była zastępczynią merem Manso. Następnie współpracowała z paryskim samorządem.

## Publikacje
- Les Vallées septentrionales du massif Oetztal (1963)
- Contribution à l’étude du Suedfoehn d’Innsbrück (1965)
- Le comte Boissy d’Anglas, conventionnel et pair de France (1980)
- En première ligne : de la communale aux universités (1982)
- Remettre l’Etat à sa place (1984, współautorka)
- L’Europe à la carte (1985, współautorka)
- Le Cardinal de Tournon, de Richelieu à François Ier (1997)
- Les Courtenay : destin d’une illustre famille bourguignonne (1998)
- Dictionnaire des monuments d’Ile-de-France (1999, współautorka)
- Giscard à deux voix (2000)[2]

## Odznaczenia
- 1973 – Komandor Orderu Palm Akademickich
- 1986 – Oficer Legii Honorowej
- 1994 – Komandor Legii Honorowej[1]
- 1997 – Wielki Oficer Orderu Narodowego Zasługi[7]